# PDFCreator
PDFCreator — вільне програмне забезпечення для операційної системи Microsoft Windows, призначене для переводу (конвертування) документів із різних форматів у формат PDF, яке є віртуальним принтером. Як ядро системи, використовується Ghostscript. Розповсюджується на умовах GNU General Public License (безоплатно), але також має бізнес-версії.

## Характеристики
Програма створює в системі віртуальний принтер, який використовується для друку текстових та графічних файлів різних форматів, конвертуючи їх у формат PDF або в один із зазначених форматів: PNG, JPEG, BMP, PCX, TIFF, PS, EPS. За необхідності створити паперову копію документа PDF, він відправляється на будь-який інший принтер, установлений у системі. Є можливість виведення додаткового діалогового вікна з властивостями принтера або параметрами друку.
Під час установки програми можна вибрати стандартну або серверну конфігурацію. За стандартної установки програма працює як локальний принтер. За серверної конфігурації PDFCreator створює в системі мережний принтер, і користувачі локальної мережі можуть віддалено використовувати всі функції програми.
Додаткові можливості PDFCreator:
- працює з будь-якою програмою, що підтримує друк;
- можливість шифрування документів PDF і захисту їх від перегляду і друку;
- можливість надсилання файлів PDF за допомогою електронної пошти;
- об'єднання декількох файлів в один файл PDF;
- автоматичне збереження документів у теки з іменами файлів, заснованими на тегах;
- багатомовний інтерфейс.